# Królowa Polska
Królowa Polska – wieś w Polsce położona w województwie małopolskim, w powiecie nowosądeckim, w gminie Kamionka Wielka.
Integralne części wsi Królowa Polska: Basiagówka, Buczakówka, Gajdosówka, Góralówka, Góry, Librówka, Michalikówka, Pagórek, Pazganówka, Surmówka, Szczecinówka, Urodówka, Widaczkówka.
W latach 1975–1998 miejscowość administracyjnie należała do województwa nowosądeckiego.

## Zabytki
Obiekt wpisany do rejestru zabytków nieruchomych województwa małopolskiego.
- Cmentarz z I wojny światowej nr 144.

Zobacz też: Królowa Górna, Królowa Wola